# Lapis Niger

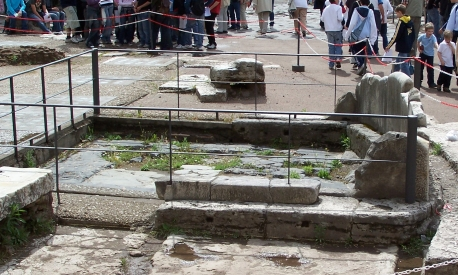
Lapis niger na Forum Romanum - stan obecny

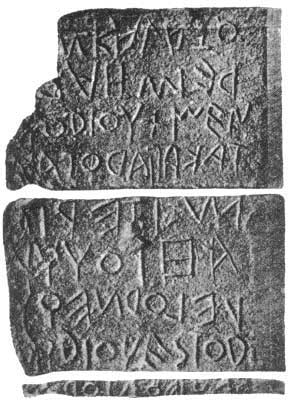
Fragment starołacińskiej inskrypcji

Lapis niger (łac. czarny kamień) - najstarszy i przez długi czas najważniejszy dla Rzymian monument na Forum Romanum. W antycznym źródle określono jako: Czarny kamień w Comitium. Był małym kręgiem kultowym z połowy VI w. p.n.e. składającym się z: ołtarza, kolumny, steli z najstarszą inskrypcją z terenu Rzymu i depozytu wotywnego z VIII w. p.n.e..
Położony jest naprzeciw Kurii, niedaleko łuku Septymiusza Sewera, otoczony przez fragmenty muru. Lapis Niger nie jest kamieniem, lecz miejscem przykrytym płytami z czarnego marmuru, stąd jego nazwa. Płyta marmurowa powstała ok. 310 i upamiętniała miejsce, w którym według legendy został zabity lub wzięty do nieba Romulus. Źródła starożytne wspominają też o istniejącym tu sanktuarium Wulkana.

## Usytuowanie Kamienia
Według Festusa położenie czarnego kamienia jest powiązane z miejscem śmierci Romulusa. Według innej wersji Romulus zniknął i został zabrany do nieba, dlatego nie mógł mieć prawdziwego grobu. Możliwe, że czarny kamień oznaczał cenotaf, symboliczne miejsce, w którym zaginął założyciel Rzymu.

## Odnalezienie Kamienia
Czarny kamień został odkryty w styczniu 1899, w tzw. grobie Romulusa.  Był to specjalny obszar, oddzielony od pozostałej części Forum niską balustradą. Kiedy wykopano teren pod kamieniami, znaleziono depozyt wotywny z VIII w. p.n.e., czyli kości zwierzęce będące pozostałościami po wielkiej ofierze dla bogów. Wykopaliska odkryły pod nim pozostałości małego, otwartego miejsca kultu, wyposażonego w ołtarz z połowy VI w. p.n.e, podstawę kolumny i kamienną tablicę z inskrypcją w archaicznej łacinie, napisaną bustrofedonem. Inskrypcja jest znacznie uszkodzona, zachował się jedynie fragment częściowo zrozumianego napisu, który prawdopodobnie zawiera klątwę, jaka groziła za sprofanowanie tego miejsca, a której podlegali nawet królowie. Tablicę z tekstem wydatowano na środek okresu królewskiego.

## Treść inskrypcji
Tekst zaczyna się od formuły mającej na celu ochronę obszaru sakralnego i brzmiała następująco: „Ktokolwiek naruszy to miejsce, będzie skazany na piekielnych bogów”. Następnie inskrypcja wspomina o królu rzymskim, który pełnił funkcje religijne podczas ceremonii sakralnych, prawdopodobnie powiązanych z działalnością polityczną w Comitium.